# Pseudosubhimalus bicolor
Pseudosubhimalus bicolor är en insektsart som beskrevs av Singh-pruthi 1936. Pseudosubhimalus bicolor ingår i släktet Pseudosubhimalus och familjen dvärgstritar. Inga underarter finns listade i Catalogue of Life.